# Danie Gerber
Pour les articles homonymes, voir Gerber.
Pas d'image ? Cliquez ici

a Compétitions nationales et continentales officielles uniquement.

b Matchs officiels uniquement.
Danie Gerber, né le 14 avril 1958 à Port Elizabeth (Afrique du Sud), est un  international sud-africain de rugby à XV comptant vingt-quatre sélections de 1980 à 1992. Meilleur marqueur d'essais de sa sélection au terme de sa carrière avec 19 essais, il jouait au poste de trois-quarts centre, poste où, malgré l'isolement de l'Afrique du Sud, il est considéré comme l'un des plus grands joueur de l'histoire.

## Carrière
Membre de la Hoërskool Despatch, club de Despatch, petite ville proche de Port Elizabeth, il évolue avec la South Africa Schools u18, école sud-africaine des moins de 18 ans, de 1975 à 1977.
Bien que non sélectionné au sein de l'équipe des Springboks, il rencontre touefois les Lions, en tournée en Afrique du Sud en 1980. Il dispute à Bloemfontein, où il est basé lors de son service militaire, une rencontre avec une sélection de l'Orange Free State qui s'incline 21 à 17, avec un essai de Gerber. Sa prestation convainc les sélectionneurs sud-africains qui le retiennent pour une tournée en Amérique du Sud. Il obtient sa première cape internationale face aux Jaguars lors du premier test, victoire 22 à 13 à Montevideo, puis dispute également le test suivant, deux rencontres où il inscrit à chaque fois un essai. En novembre, c'est la France qu'il rencontre à Pretoria lors d'une victoire 37 à 15
Après deux tests face à l'Irlande, victoire 23 à 15 au Cap, rencontre où Errol Tobias devient le premier joueur noir à porter le maillot des Springboks, et 12 à 10 à Durban, il participe en 1981 à une tournée controversée en Nouvelle-Zélande. Celle-ci est divisée par la décision de recevoir les Springboks, avec par exemple trois à quatre cent opposants à leur arrivée à l'aéroport, ou le survol par un avion lors du dernier test. La Nouvelle-Zélande remporte la série, s'imposant 14 à 9 lors du test de Christchurch, s'inclinant 12 à 24 à  Wellington et l'emportant 25 à 22 à Auckland. Le même mois, Gerber affronte les États-Unis à Glenville lors d'une victoire 38 à 7.
En 1982, les Jaguars disputent deux tests en Afrique du Sud, victoire des Springboks 50 à 18 à Pretoria, huit essais sud-africains dont trois de Gerber, puis défaite historique 21 à 12 à Bloemfontein, les 21 points des Sud-américains étant tous inscrit par Hugo Porta, un essai, quatre pénalités, une transformation et un drop, Gerber inscrivant un essai, les autres points sud-africains étant inscrits par Naas Botha,.
En 1983, il dispute son premier match en Europe à l'occasion d'une rencontre des Barbarians face à l'Écosse, rencontre où il inscrit deux essais. Il dispute deux autres matchs avec les Baa-baas, une semaine plus tard face à Cardiff, où il inscrit seize points, puis face à Swansea.
C'est en juin 1984 que les Springboks disputent leur match suivant. Les Anglais se rendent en tournée en Afrique du Sud, ponctuée par deux tests, à Port Elizabeth puis à Johannesburg. Lors du premier test, il inscrit un essai, les Sud-Africains s'imposant 33 à 15. Une semaine plus tard, lors du deuxième test, il inscrit trois des six essais sud-africains lors de la victoire 35 à 9.
C'est ensuite les Jaguars qui se rendent en octobre de la même année en Afrique du Sud. À Pretoria, Danie Gerber inscrit le premier des cinq essais sud-africains lors de leur victoire sur le score de 32 à 15. Une semaine plus tard, il inscrit l'un des quatre essais lors de la victoire 22 à 13 au Cap. C'est le sixième match consécutif des Springboks où il inscrit au moins un essai.
Avec l'annulation en 1985 d'une tournée des All Blacks prévue en Afrique du Sud par la court d'appel de Nouvelle-Zélande, une tournée des Lions est envisagée pour l'année 1986. Toutefois, peu avant la fin de l'année 1985, Danie Craven annonce que l'invitation que doit faire la fédération sud-africaine est finalement reportée.
Danie Gerber participe toutefois à des rencontres internationales en cette année 1986. À l'occasion du centenaire de l'International Rugby Board, il dispute le match opposant une sélection des cinq nations à une sélection nommée Overseas Unions. Il inscrit deux des six essais de son équipe qui s'impose 32 à 13.
Puis en juin, il affronte à quatre reprises les Cavaliers, sélection non officielle de joueurs néo-zélandais. Celle-ci est composée de vingt-neuf joueurs, dont vingt-huit figurent parmi les trente joueurs sélectionnés pour la tournée de 1985, seuls David Kirk et John Kirwan restant au pays. La Fédération sud-africaine considérant les quatre matchs entre les Springboks et les Cavaliers comme des Test matchs. Cette série se termine par un succès des joueurs sud-africains qui s'imposent par trois victoires à une : après s'être imposé 21 à 15 au Cap, les Springboks s'inclinent 19 à 18 à Durban, avant de s'imposer lors des deux derniers tests, 33 à 18 à Pretoria avec Gerber marquant l'un des quatre essais sud-africains, et 24 à 10 à  Johannesburg.
Pour le retour des Springboks sur la scène internationale, ils sont opposés en 1992 aux All Blacks. L'équipe est vieillissante, avec Gerber et Naas Botha ayant 34 ans, Jannie Breedt, 33. L'équipe sud-africaine compte également huit débutants sous le maillot vert. Celle-ci parvient à tenir le score, s'inclinant 27 à 24 à Johannesburg, Gerber inscrivant deux des trois essais de son équipe. Il est de nouveau titulaire face aux Wallabies, ces derniers s'imposant sur le score sans appel de 26 à 3 au Cap.
Initialement non retenu pour les tests suivants, il profite d'une blessure de Brendan Venter pour retrouver une place dans le groupe sud-africain qui se rend en France. Il inscrit un essai lors des deux tests, à Lyon lors d'une victoire 20 à 15, puis à Paris, défaite 29 à 16. Il dispute le mois suivant un match à Twickenham face aux Anglais qui s'imposent 33 à 16. C'est son dernier match sous le maillot des Springboks. Avec 19 essais, il détient alors le record d'essais de sa sélection.
Il est dépossédé de celui-ci en décembre 1997 par James Small qui inscrit deux essais contre l'Écosse, portant son record personnel à 20 essais, lors d'une victoire 68 à 10 à Murrayfield

## Vie privée
Famille de rugbyman, il est le père de Danré Gerber qui évolue depuis 2020 au Stade Olympique Chambérien et qui a évolué à l'AS Béziers et au Stade montois , en Pro D2, et au Lille Métropole rugby, en 1re division fédérale  et également l'oncle de Sam Gerber ayant évolué à l'Aviron bayonnais en Top 14.

## Palmarès
- Championnat des clubs (Despatch High) : 1985, 1988.
- Championnat d'Italie 1994 (L'Aquila Rugby)
- Joueur de l'année en Afrique du Sud : 1984

## Reconnaissance et distinctions
Il est considéré comme l'une des plus grands centre de l'histoire du rugby. Bill McLaren, commentateur écossais pour la BBC, le retient dans son quinze mondial, composé de Fran Cotton, Sean Fitzpatrick, Graham Price en première ligne, Colin Meads, Frik du Preez en deuxième ligne, Zinzan Brooke, Fergus Slattery aux postes de flanker, Mervyn Davies en no 8, Gareth Edwards à la mêlée, Rob Andrew à l'ouverture, Mike Gibson et Danie Gerber au centre, Gerald Davies et David Campese aux ailes et Andy Irvine à l'arrière. 
En 2006, le journal français Midi olympique le sélectionne dans un quinze mondial également composé de Jean Iraçabal, Sean Fitzpatrick, Graham Price en première ligne, Bakkies Botha et Benoît Dauga en deuxième ligne, Walter Spanghero, Richie McCaw en troisième ligne aile, Michael Jones en troisième ligne centre, Gareth Edwards en demi de mêlée, Dan Carter en demi d'ouverture, Philippe Sella et Danie Gerber en centres, Jonah Lomu et Gerald Davies aux ailes, et Serge Blanco au poste d'arrière. 
En 2007 il est introduit, avec neuf autres personnalités au temple international de la renommée du rugby, International Rugby Hall of Fame. Il rejoint ainsi Naas Botha, Danie Craven, Morné du Plessis, Frik du Preez, Hennie Muller, Bennie Osler, Francois Pienaar, Joost van der Westhuizen parmi les membres sud-africains de ce Hall of Fame.

## Statistiques
Danie Gerber dispute 261 First Class matchs, avec les Springboks ou ses différentes provinces, Eastern Province, la Western Province et les Free State Cheetahs. Il inscrit, lors de ces rencontres, 158 essais, dont 116 avec la seule Eastern Province.

### En clubs
Il inscrit 49 essais en Currie Cup, avec l'Eastern Province, la Western Province et les Free State Cheetahs. Il dispute un total de 116 rencontres avec l'Eastern Province, en 1978 puis de 1980 à 1990, inscrivant 48 essais, dont 13 lors de la saison 1984.

### Avec lesSpringboks
Avec l'Afrique du Sud, il dispute 24 tests entre le 18 octobre 1980 à Montevideo contre les Jaguars d'Amérique du Sud, et le 14 novembre 1992 à Twickenham contre l'Angleterre, pour un bilan de 82 points, 19 essais marqués, qui est alors le record sud-africain, et une transformation. Il remporte seize de ces rencontres, pour huit défaites. Sur l'ensemble des 35 rencontres qu'il dispute avec les Springboks, il inscrit 28 essais.
Il obtient ses trois premières sélections en 1980, puis six en 1981, deux en 1982, quatre en 1984, quatre en 1986 et cinq en 1992.
L'équipe qu'il affronte le plus est l'Amérique du Sud, cinq victoires et une défaite. Son bilan face aux autres nations est d'une victoire et trois défaites face à la Nouvelle-Zélande, trois victoires et une défaite face aux  Cavaliers, deux victoires et une défaite face à la France et l'Angleterre. Ses autres adversaires sont l'Irlande, deux victoires, l'Australie, une défaite et les États-Unis, une victoire.